# یوسفلو (خداآفرین)

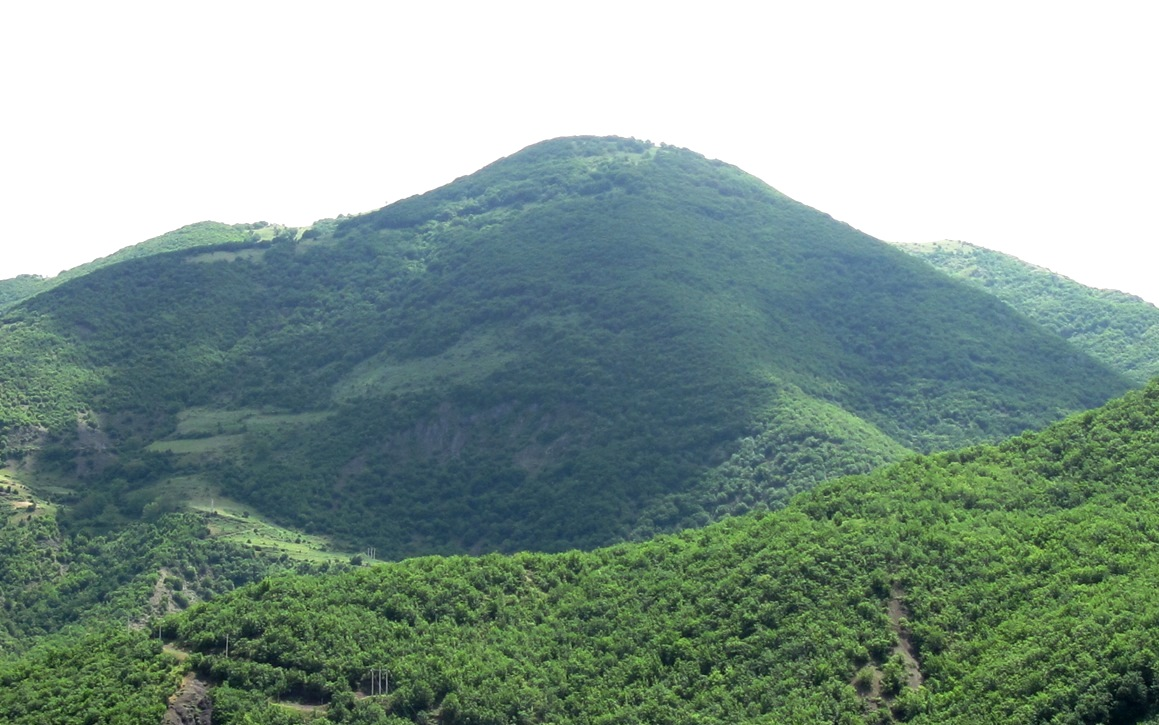
نمایی جنگلهای اطراف یوسفلو در سال ۲۰۰۹

یوسفلو (Yusoflu) یکی از روستاهای استان آذربایجان شرقی است که در دهستان منجوان غربی بخش منجوان شهرستان خداآفرین واقع شده‌است.

## اطلاعات بیشتر
یوسفلو با دو روستای عباس‌آباد و الهرد «هم خیر و شر» است، یعنی اهالی این سه روستا همدیگر را در جشن‌ها و عزا داریها دعوت می‌کنند. بعلاوه، در طی زمان، تعداد زیادی ازدواج بین افراد دو روستای یوسفلو و عباس‌آباد انجام شده‌است. در نتیجه روستای مبدأ خیلی از اهالی کنونی، یا سابق، واضح نیست.
قبل از انقلاب اسلامی جمعیت روستا ۱۹۵ نفر بود، که در سال ۱۳۸۵ به ۴۰ نفر کاهش یافت. یک آمارگیری اخیر جمعیت را ۲۶ نفر در ۶ خانوار اعلام کرده‌است. این آمار به واقعیت نزدیکتر است. در واقع امر، روستا برای مدتی تقریباً خالی از سکنه بود. خانواده محمدیان به همراه مظفر علیپور در روستای بدون هیچ امکانات زندگی کردند و مانع از تخریب آن شدند.
نخستین دبستان روستا در سال ۱۳۴۰ به همت ارباب یوسفلو حمدالله خلیلی به دلیل رسیدن فرزندش به سن هفت سالگی در منزل شخصی ایشان ابجاد شد و میرجعفر اهری نخستین آموزگار روستا بود که در منزل اربابی اسکان داده شد. سپس خانواده خلیلی در طی دو سال ساختمان مدرسه را ایجاد کردند و اهالی روستاهای دور و نزدیک از جمله ایلانکش، الهرد، قره توپراق و عباس‌آباد برای تحصیل به این روستا آمدند.

## چهره‌های شاخص
اهالی یوسفلو، و نسل دوم مهاجرین این روستا در تهران و تبریز، از نظر تعداد افراد تأثیرگذار در سطح منطقه نمونه هستند. چند مثال عبارتند از:
- پروفسور شهرام رضاپور،[۵] از بزرگترین ریاضی دانان جوان کشور است.[۶]
- دکتر یعقوب رضا پور,[۷] از اولین افراد منطقه ارسباران که پزشک متخصص شد.
- یوسف عالی عباس آباد استاد ادبیات است و کتابها و مقالات زیادی را تألیف کرده‌است.[۸] کتاب فارسی عمومی برای تدریس در دانشگاه‌های کشور[۹] از تألیفات معروف او می‌باشد.
- حسین رضاپور متولد ۱۳۴۳ هستند. وی شعر سرایی را ازدوران جوانی شروع کرده وعنوان «راضی» رادر تخلص خود برگزیده است.[۱۰] آی ائللر، با مطلع بیردردیم وارقولاق آسین آی ائللر، از ساخته‌های معروف او است. ایشان چند جلد کتاب شعر نیز چاپ کرده‌اند.
- یوسف رضاپور: مهندس عمران و از مدیران برنامه و بودجه هستند.
- ارسلان فتحی‌پور، رئیس کمسیون اقتصادی مجالس نهم و دهم، می‌باشد.[۱۱]